# A Morning Stroll
A Morning Stroll ist ein britischer animierter Kurzfilm von Grant Orchard aus dem Jahr 2011.

## Handlung
Ein Morgen in  New York City im Jahr 1959: Der Verkehr fließt ruhig auf den Straßen dahin, ein Mann stößt mit einem Passanten zusammen und entschuldigt sich kurz, und um die Ecke biegt ein Huhn. Der Mann beobachtet erstaunt das Huhn, das die Straße entlanghüpft, einige Stufen zu einem Hauseingang hinaufspringt, mit seinem Schnabel an die Tür klopft und schließlich eingelassen wird.
Im Jahr 2009 herrscht zum Morgen Rush Hour. Ein Jugendlicher, der Musik über sein Smartphone hört, stößt mit einer Frau zusammen, die ihren Kaffee über ihr Shirt verschüttet. Der junge Mann beachtet sie nicht weiter. Als ein Huhn um die Ecke biegt, bleibt er jedoch stehen und will das Huhn, das inzwischen die Stufen zur Haustüre hochspringt, mit seinem Smartphone fotografieren. Dabei stößt er auf eine Zombie-App, die er zu spielen beginnt. Als er sich auf das Fotografieren besinnt, ist das Huhn bereits verschwunden. Vor ihm steht die wütende Frau und der Jugendliche geht eilig weiter.
Das Jahr 2059 kennt keine fahrenden Autos, sondern nur noch Autowracks. Die Straße wankt ein zombieähnlicher Mensch mit halb aus dem übergroßen Kopf quellenden Hirn entlang, als plötzlich das Huhn um die Ecke kommt. Es springt an dem Wesen vorbei und dreht sich plötzlich zu ihm um. Das Hirn des Zombies platzt noch ein wenig weiter aus dem Schädel und der Zombie mutiert mit einem Mal zu einer Furie mit herausquellenden Augen. Er verfolgt das fliehende Huhn zähnefletschend und kriecht ihm sogar unter ein Auto nach. Gerade so schafft es das Huhn, durch eifriges Picken an der Haustüre auf sich aufmerksam zu machen und eingelassen zu werden. Der Zombie landet an der zugeschlagenen Tür und verstirbt in einer enormen Blutlache. Im Inneren schließt ein Mann, der dem einfachen Zeichenstil der 1959er-Episode gleicht, die Tür mit zahlreichen Schlössern und zeigt sich erleichtert. Dem Huhn jedoch, das in seiner Futterschale zu picken beginnt, wirft er seine Morgenausflüge vor.

## Hintergrund
Der Film war zunächst als einminütiges Animations-Projekt des Studios Studio Aka gedacht, um dabei die Animationsfähigkeiten zu testen. Durch den Einfluss von Sue Goffe, der Produktionsleiterin des Studios, wurde es jedoch zu einem Kurzfilm-Projekt. Der Kurzfilm gehörte damit in die Reihe einiger Nebenprojekte des Studios, welches eigentlich auf Werbung spezialisiert ist.
Die Premiere von The Morning Stroll fand am 27. September 2011 auf dem Edmonton International Film Festival statt. Das Geschehen des Films ist an den Witz „Why did the chicken cross the road?“ (dt.: „Warum hat das Huhn die Straße überquert?“) angelehnt. Zudem basiert es lose auf einer wahren Begebenheit, die Paul Auster in seinem Buch True Tales of American Life beschreibt.

## Auszeichnungen
Auf dem Edmonton International Film Festival gewann A Morning Stroll den Preis als bester animierter Kurzfilm. Beim Sundance Film Festival 2012 erhielt der Film den Preis als Bester animierter Kurzfilm und gewann beim British Academy Film Award 2012 in der Kategorie Bester animierter Kurzfilm. Der Film wurde zudem für einen Oscar 2012 in der Kategorie Bester animierter Kurzfilm nominiert.